# Eyburie
Eyburie este o comună în departamentul Corrèze din centrul Franței. În 2009 avea o populație de 473 de locuitori.

## Evoluția populației
| An        | 1975 | 1982 | 1990 | 1999 | 2006 | 2009 |
| --------- | ---- | ---- | ---- | ---- | ---- | ---- |
| Populație | 570  | 539  | 528  | 499  | 485  | 473  |